# 1792년 프랑스 국민공회 선거
1792년 프랑스 혁명전쟁이 시작되면서 입법의회는 해산되고, 보통선거를 통해 국민공회가 소집되었다

## 선거 결과
| 정당     | 의석 수 |
| -------- | ------- |
| 소택파   | 389석   |
| 산악파   | 200석   |
| 지롱드파 | 160석   |

입헌군주제를 주장하던 푀양파는 혁명전쟁으로 인해 사실상 사라져버렸고,
전쟁을 시작한 지롱드파는 정파로서의 몰락으로 이어졌다.
소집된 국민공회는 1792년 9월 21일 공화정을 선포해, 프랑스 제1공화국이 수립된다